# Condado de Wayne (Tennessee)
El condado de Wayne (en inglés: Wayne County, Tennessee), fundado en 1817, es uno de los 95 condados del estado estadounidense de Tennessee. En el año 2000 tenía una población de 37.586 habitantes con una densidad poblacional de 9 personas por km². La sede del condado es Waynesboro.

## Geografía
Según la Oficina del Censo, el condado tiene un área total de 1905 km² (735,5 mi²), de la cual 1901 km² (734 mi²) es tierra y 4 km² (1,5 mi²) es agua.

### Condados adyacentes
- Condado de Perry norte
- Condado de Lewis noreste
- Condado de Lawrence este
- Condado de Lauderdale sur
- Condado de Hardin oeste
- Condado de Decatur noroeste

### Área Nacional protegida
- Natchez Trace Parkway (parte)

### Ríos
- Río Tennessee
- Río Buffalo
- Río Green

## Demografía
En el 2000 la renta per cápita promedia del condado era de $26,576, y el ingreso promedio para una familia era de $30,973. El ingreso per cápita para el condado era de $14,472. En 2000 los hombres tenían un ingreso per cápita de $27,879 contra $19,034 para las mujeres. Alrededor del 16.30% de la población estaba bajo el umbral de pobreza nacional.

## Lugares

### Ciudades y pueblos
- Clifton
- Collinwood
- Iron City (principalmente en el Condado de Lawrence)
- Waynesboro

### Comunidades no incorporadas
| - Ashland - Beech Creek - Clifton Junction - Cromwell Crossroads - Crossroads - Cypress Inn - Factory - Fairview - Flat Gap - Geneva - Highland - Hog Creek - Holly Creek - Houston - Leatherwood - Little Hope - Lower Holly Creek | - Lutts - Martin Mills - McGlamerys Stand - Moccasin - Mooney - Mt. Hope - Ovilla - Piney Grove - Ransom Stand - Shawnette - Southgate - Threet - Three Churches - Topsy - Upper Holly Creek - Whittens Stand - Woodlawn |  |